# Fuck You (musikalbum)
Fuck You (!!!Fuck You!!!) är en EP från 1987 med det amerikanska thrash metal-bandet Overkill. EP:n innehåller en cover på Subhumans låt "Fuck You".

## Låtlista
1. "Fuck You" – 2:21 (Subhumans-cover)
2. "Rotten to the Core" – 6:41 (live)
3. "Hammerhead" – 3:57 (live)
4. "Use Your Head" – 5:19 (live)
5. "Electro-Violence" – 3:50 (live)
6. "Fuck You" – 2:27 (bonusspår 1990)

## Medverkande
- Bobby "Blitz" Ellsworth – sång
- D.D. Verni – elbas
- Bobby Gustafson – gitarr
- Rat Skates – trummor